# Maicon Solís
Maicon Solís (n. Eloy Alfaro, Esmeraldas, Ecuador; 11 de mayo de 1994) es un futbolista ecuatoriano. Juega de centrocampista y su equipo actual es el Club Sport Emelec de la Serie A de Ecuador.

## Trayectoria
Empezó su carrera futbolística en el equipo guayaquileño en el año 2012, se formó e hizo las formativas en su ciudad natal en Panamá Sporting Club, la sub-14, la sub-16, la sub-18 y sub-20 en 2013. Tuvo en 2014 un paso por el Guayaquil Sport Club de la Segunda Categoría de Guayas en el equipo principal.
Al finalizar el préstamo volvió a Panamá Sporting Club que era el dueño de sus derechos deportivos y posteriormente fue traspasado al Mushuc Runa Sporting Club de la provincia de Tungurahua, donde tuvo un lugar en el equipo titular en algunos partidos, junto con el equipo ambateño debutaba en la primera categoría en 2015.
Bajo el mando de Julio Daniel Asad tuvo su debut en el primer equipo en la máxima categoría del fútbol ecuatoriano el 29 de marzo de 2015, en el partido de la fecha 10 de la primera etapa 2015 ante el Club Deportivo El Nacional, fue titular aquel partido que terminó en victoria militar por 0–3. Estuvo hasta marzo de 2016 como parte de su préstamo.
Pasó en ese mismo año al Centro Deportivo Olmedo para disputar la Serie B, ahí marcó su primer gol en torneos nacionales el 7 de mayo de 2016 en la fecha 10 del torneo, convirtió el tercer gol con el que Olmedo venció al Manta Fútbol Club como local por 3–1, fueron 5 los goles convertidos por Solís en esa campaña. En 2017 volvió a Mushuc Runa en la misma división, anotó 4 goles en total.
En 2018 estuvo en Macará de Ambato en la Serie A de Ecuador, disputó 11 partidos en total. Además tuvo su debut internacional con la camiseta del ídolo de Ambato en la primera fase de la Copa Libertadores 2018 ante Deportivo Táchira de Venezuela. En la temporada 2019 fue parte de Orense Sporting Club en un gran desempeño durante todo el año al final consiguió el título de campeón y ascenso a la Serie A, el primero en su carrera, además disputa algunos partidos de la Copa Ecuador. Fue ratificando en el equipo orense para disputar la LigaPro Banco Pichincha en 2020.

## Estadísticas

### Clubes
Actualizado al último partido disputado el 17 de agosto de 2025.
| Club                             | Temporada     | Liga  | Liga  | Copas nacionales | Copas nacionales | Copas internacionales | Copas internacionales | Total | Total |
| Club                             | Temporada     | Part. | Goles | Part.            | Goles            | Part.                 | Goles                 | Part. | Goles |
| -------------------------------- | ------------- | ----- | ----- | ---------------- | ---------------- | --------------------- | --------------------- | ----- | ----- |
| Panamá S. C. · Ecuador           | 2014          | 5     | 1     | —                | —                | —                     | —                     | 5     | 1     |
| Panamá S. C. · Ecuador           | Total         | 5     | 1     | 0                | 0                | 0                     | 0                     | 5     | 1     |
| Guayaquil Sport · Ecuador        | 2014          | 3     | 0     | —                | —                | —                     | —                     | 3     | 0     |
| Guayaquil Sport · Ecuador        | Total         | 3     | 0     | 0                | 0                | 0                     | 0                     | 3     | 0     |
| Mushuc Runa · Ecuador            | 2015          | 15    | 0     | —                | —                | —                     | —                     | 15    | 0     |
| Mushuc Runa · Ecuador            | 2016          | 1     | 0     | —                | —                | —                     | —                     | 1     | 0     |
| Mushuc Runa · Ecuador            | 2017          | 38    | 4     | —                | —                | —                     | —                     | 38    | 4     |
| Mushuc Runa · Ecuador            | Total         | 54    | 4     | 0                | 0                | 0                     | 0                     | 54    | 4     |
| Olmedo · Ecuador                 | 2016          | 37    | 5     | —                | —                | —                     | —                     | 37    | 5     |
| Olmedo · Ecuador                 | Total         | 37    | 5     | 0                | 0                | 0                     | 0                     | 37    | 5     |
| Macará · Ecuador                 | 2018          | 30    | 8     | —                | —                | 1                     | 0                     | 31    | 8     |
| Macará · Ecuador                 | Total         | 30    | 8     | 0                | 0                | 1                     | 0                     | 31    | 8     |
| Orense · Ecuador                 | 2019          | 23    | 3     | 3                | 0                | —                     | —                     | 26    | 3     |
| Orense · Ecuador                 | 2020          | 12    | 0     | —                | —                | —                     | —                     | 12    | 0     |
| Orense · Ecuador                 | Total         | 25    | 3     | 3                | 0                | 0                     | 0                     | 28    | 3     |
| Atlético Santo Domingo · Ecuador | 2021          | 15    | 0     | —                | —                | —                     | —                     | 15    | 0     |
| Atlético Santo Domingo · Ecuador | Total         | 15    | 0     | 0                | 0                | 0                     | 0                     | 15    | 0     |
| El Nacional · Ecuador            | 2022          | 33    | 2     | 9                | 2                | —                     | —                     | 42    | 4     |
| El Nacional · Ecuador            | 2023          | 28    | 7     | 0                | 0                | 4                     | 1                     | 32    | 8     |
| El Nacional · Ecuador            | Total         | 61    | 9     | 9                | 2                | 4                     | 1                     | 74    | 12    |
| C. S. Emelec · Ecuador           | 2024          | 27    | 1     | 2                | 0                | —                     | —                     | 29    | 1     |
| C. S. Emelec · Ecuador           | 2025          | 18    | 0     | 0                | 0                | —                     | —                     | 18    | 0     |
| C. S. Emelec · Ecuador           | Total         | 45    | 1     | 2                | 0                | 0                     | 0                     | 47    | 1     |
| Total carrera                    | Total carrera | 275   | 31    | 14               | 2                | 5                     | 1                     | 294   | 34    |
| 1. 2.                            |               |       |       |                  |                  |                       |                       |       |       |

### Participaciones internacionales
| Torneo                 | Club   | Resultado    |
| ---------------------- | ------ | ------------ |
| Copa Libertadores 2018 | Macará | Primera fase |

## Palmarés

### Campeonatos nacionales
| Título             | Club        | País    | Año  |
| ------------------ | ----------- | ------- | ---- |
| Serie B de Ecuador | Orense      | Ecuador | 2019 |
| Serie B de Ecuador | El Nacional | Ecuador | 2022 |